# Магас (аеропорт)
Аеропорт Магас імені першого Героя Росії генерала С. С. Осканова (інг. Магаса Аэропорт)- цивільний аеропорт федерального значення столиці Інгушетії — міста Магас, єдиний цивільний аеропорт республіки. Територіально розташований на кордоні міського округу міста Сунжа і Сунженського району Інгушетії (сільського поселення Троїцьке), між містом Сунжа і станицею Троїцька.

## Основна інформація

### Розташування
Аеропорт Магас розташований у долині річки Сунжі, за 30 км на північний схід від столиці республіки Магаса та міста Назрані, на західній околиці міста Сунжі і за два кілометри на південний захід від залізничної станції Слєпцовської. При цьому аеропорт Беслан знаходиться за 22 км (по автодорогах) від Назрані і Магаса.

### Типиповітряних суден, які приймає аеропорт
Аеропорт Магас здатний приймати всі типи повітряних суден аж до Boeing 737-800 та Іл-76, які розміщуються на чотирьох стоянкових місцях, а також вертольоти усіх типів.
Класифікаційне число злітно-посадкової смуги (PCN) 39/R/B/W/T.

### Пропускна спроможність
Пропускна спроможність аеропорту — п'ять повітряних суден на годину.
Можливість обслуговувати пасажирів становить 150 осіб на годину. Можливий обсяг переробки вантажів: 100 тонн на годину.
Аеропорт може забезпечувати внутрішні і міжнародні пасажирські й вантажні перевезення, з дотриманням усіх діючих російських і міжнародних норм і стандартів.
У перспективі існує можливість створення на базі аеропорту «Магас» великого авіатранспортного вузла (хаба), здатного конкурувати у сфері забезпечення міжнародних транзитних пасажиро- та вантажопотоків.

### Наземні служби
- пасажирський термінал з усіма необхідними приміщеннями і обладнанням для прикордонного, імміграційного, митного, ветеринарного та санітарно-карантинного контролю, передбаченого для пункту пропуску через державний кордон Російської Федерації
- VIP-зала (зала для офіційних осіб і делегацій)
- перон і чотири місця стоянок (МС) літаків і вертольотів
- рульові доріжки (РД) зв'язують ШЗПС з пероном і місцями стоянок літаків і вертольотів
- сучасне радіотехнічне та світлосигнальне обладнання
- гараж і стоянка для спеціалізованого автотранспорту
- командно-диспетчерський пункт (КДП)
- аварійно-рятувальна станція[2]
- склад ПММ
- вантажний склад
- штучна злітно-посадкова смуга (ЗПС) № 1 із цементобетонним покриттям класу «Б»[3] розміром 3000 х 46 метрів, розташована в напрямку захід-схід з МК 90-270

## Авіалінії та напрямки, грудень 2020
| Авіакомпанія | Пункт призначення                   |
| ------------ | ----------------------------------- |
| Aeroflot     | Москва–Шереметьєво                  |
| Pobeda       | Москва–Внуково, Ст. Петербург       |
| Utair        | Москва–Внуково Хадж: Медина, Джидда |

## Наземний транспорт
Незважаючи на велику віддаленість (30 км) від столиці республіки Магас і найбільшого міста республіки Назрань, а також на близькість міста Сунжа (більше 64 тис. жителів), регулярного пасажирського сполучення аеропорту з перерахованими населеними пунктами не існує. Найближча до аеропорту (2 км) залізнична станція Слєпцовська не функціонує. Сполучення здійснюється за допомогою таксі і водіїв-приватників.

## Історія
4 червня 1992 року Законом РРФСР була утворена Республіка Інгушетія. У зв'язку з важкою транспортною ситуацією й ізольованістю від зовнішнього світу, в якій опинилася новостворена республіка, з'явилася необхідність у створенні та налагодженні повітряних сполучень. Вирішено в найкоротші терміни створити власний аеропорт на базі колишнього філіалу Армавірського військового льотного училища.
28 листопада 1992 року Розпорядженням Уряду Російської Федерації № 2185-Р юридично закріплено створення в Республіці Інгушетія аеропорту «Інгушетія». Аеропорт побудовано з необхідними для його функціонування будівлями, обладнанням і спецавтотранспортом. В короткі терміни підготовлені фахові працівники для всіх служб аеропорту та проведена їхня атестація.
25 січня 1993 року в аеропорту Інгушетія проведена перша посадка літака Як-40. Таким чином, з дня прийняття рішення про утворення в республіці свого аеропорту і до посадки першого повітряного судна пройшло всього трохи більше місяця.
У 1995 році розпорядженням Президента Республіки Інгушетія Р. С. Аушева прийнято рішення про будівництво нового аеропорту.
21 вересня 1999 Розпорядженням Уряду Республіки Інгушетія № 353-р аеропорт «Інгушетія» перейменовано на аеропорт «Магас». До 2000 року будівництво нового комплексу аеропорту Інгушетії повністю завершено.
23 березня 2007 року ФДУП «Аеропорт Інгушетія» також придбав статус ВАТ «Аеропорт Магас». Таким чином, аеропорт остаточно закріплений за столицею Республіки Інгушетія — містом Магас.
У травні 2008 року вперше Республіка Інгушетія придбала для Аеропорту Магас власний Ту-134.
27 грудня 2011 року, вперше в історії Республіки Інгушетія, авіалайнер марки «Боїнг», однією з провідних авіакомпаній Росії «Ютейр», здійснив посадку на злітно-посадкову смугу аеропорту Магас зі 116 пасажирами на борту.
7 лютого 2012 року з метою увічнення пам'яті першого Героя Російської Федерації, заслуженого військового льотчика СРСР, кандидата військових наук, генерал-майора авіації Суламбека Сусаркуловича Осканова, Указом Глави Республіки Інгушетія Ю. Б. Євкурова № 15 ВАТ «Аеропорт Магас» присвоєно найменування ВАТ «Аеропорт Магас ім. С. С. Осканова».
На привокзальній площі аеропорту на п'єдесталі встановлено літак-винищувач ВПС Росії МіГ-29, на такому ж Суламбек Осканов здійснив свій останній політ і ціною свого життя відвів винищувач, що падав, від населеного пункту, чим врятував життя багатьох мирних жителів.
4 червня 2012 року, в день відкриття пам'ятника С. С. Осканову, в межах святкування 20-річчя Республіки Інгушетія пілотажна група Липецького авіацентру <b id="mwkw">«Соколи Росії»</b> на літаках Су-27 і групи парного пілотажу (на літаках МіГ-29) в небі над аеропортом Магас продемонстрували фігури вищого пілотажу. Жителі республіки змогли вперше побачити тактичні прийоми повітряного бою. Льотчики Липецького авіацентру, які прилетіли в Інгушетію з нагоди відкриття пам'ятника першому Герою Росії Суламбеку Осканову, виконали найскладніші фігури під музичний супровід. Складність даної програми полягала в пілотажі бойових винищувачів на малій висоті (до 200 м) і обмеженому просторі (безпосередньо над місцем показу) на великих швидкостях (500—800 км/г).
У вересні 2012 року Директором ВАТ «Аеропорт Магас імені генерала С. С. Осканова» обрано Євлоєва Ваха Заамовича.
У лютому 2013 року в аеропорту почалися підготовчі роботи з будівництва міжнародного терміналу.

## Показники діяльності
| Рік            | 2014  | 2015  | 2016  | 2017  |
| тис. пасажирів | 93,00 | 117,2 | 205,8 | 231,6 |
| Джерела:       |       |       |       |       |

## Статистика
Див. джерело запитів Вікіданих та джерела.